# 川村慎
川村 慎（かわむら しん、1987年8月6日 - ）は、元ラグビーユニオンの選手。

## 略歴
東京都調布市出身。10歳から香港ラグビーフットボールクラブでラグビーを始める。帰国後、府中Jr.ラグビークラブに所属。
2006年慶應義塾高等学校卒業後、慶應義塾大学法学部政治学科に進学し、慶應義塾體育會蹴球部に入部。高校時代はU17日本代表候補に選出された。
2010年大学卒業。同年4月に博報堂DYメディアパートナーズへ入社するが、同年8月に退社してNECグリーンロケッツ（現・NECグリーンロケッツ東葛）に加入。
2011年11月20日に行われたジャパンラグビートップリーグ第4節の福岡サニックスブルース戦に途中出場で公式戦初出場を果たした。
2016年、同年発足した日本ラグビーフットボール選手会の理事に就任した。
2020年、日本ラグビーフットボール選手会の会長に就任した。
2022年、横浜キヤノンイーグルスに加入。
2025年5月、横浜キヤノンイーグルスを退団、選手引退をした。